# Ercheia purpureilinea
Ercheia purpureilinea là một loài bướm đêm trong họ Noctuidae.